# Capitulation de Montréal

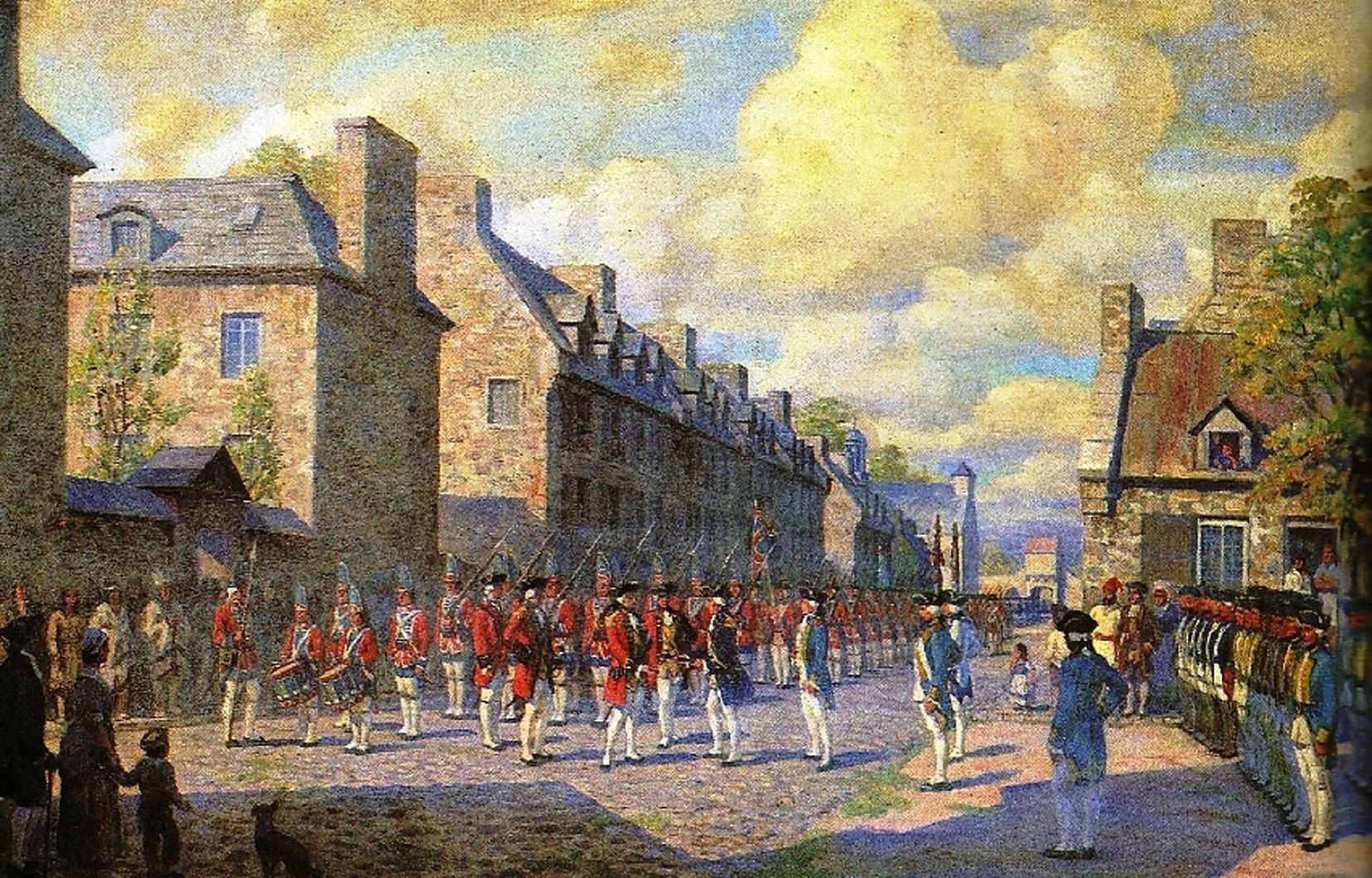
La reddition de Montréal en 1760.

Signée le 8 septembre 1760, la capitulation de Montréal consacre la reddition de la ville de Montréal et du Canada au cours de la guerre de Sept Ans. Les termes de celle-ci sont négociés entre le gouverneur général de la Nouvelle-France, Pierre de Rigaud de Vaudreuil, et le commandant en chef des armées britanniques Jeffery Amherst au nom des couronnes française et britannique.
La signature du document, préparé par Vaudreuil, a lieu sous la tente d'Amherst qui est campé devant la ville de Montréal. La capitulation a pour conséquence immédiate le départ de l'armée française et l'instauration d'un régime militaire britannique sur le pays, qui se prolonge jusqu'en février 1763, alors que le roi de France, Louis XV, cède définitivement au roi de Grande-Bretagne, George III, le « Canada avec toutes ses dépendances » par le traité de Paris.
Les 55 articles que comportent l'acte de capitulation sont presque tous accordés par Amherst. Les demandes françaises comportent un éventail de garantie quant à la protection des habitants de la Nouvelle-France : les Canadiens, les Acadiens et les Autochtones. Vaudreuil demande essentiellement que tous les habitants se voient reconnaître les mêmes droits et privilèges que les autres sujets de la couronne britannique jusqu'à ce que la paix soit conclue.

## La campagne printanière de 1760

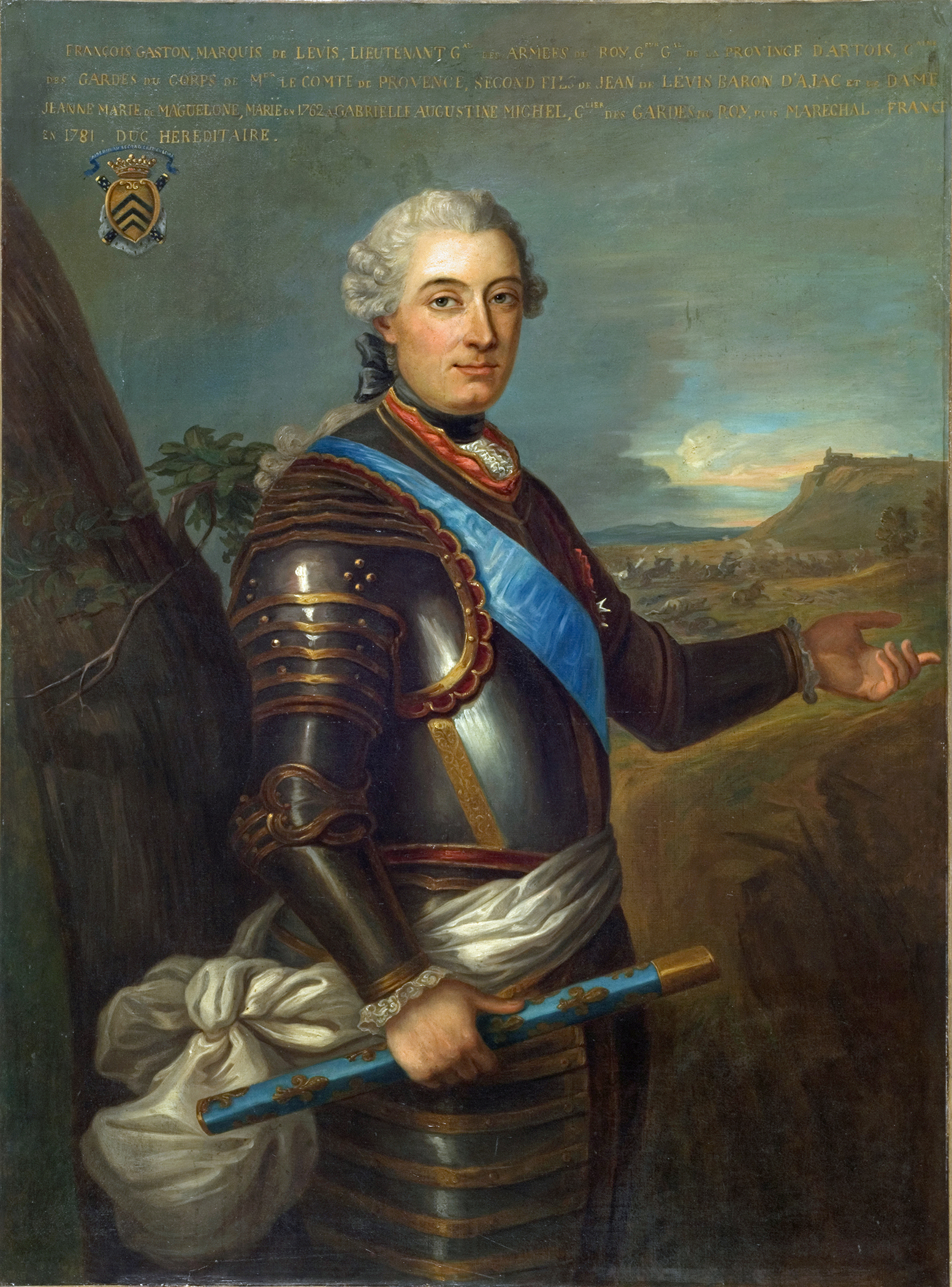
François Gaston de Lévis commande l'armée française après la mort de Louis-Joseph de Montcalm.

François Gaston de Lévis, qui commande l'armée française depuis la mort du lieutenant-général Louis-Joseph de Montcalm le 14 septembre 1759, cherche à reprendre Québec, tombée aux mains des Britanniques, le 18 septembre suivant. Pendant l'hiver, il prépare donc la campagne à venir à partir de Montréal. Le 28 avril 1760, il parvient à vaincre James Murray et ses 4 000 hommes lors de la bataille de Sainte-Foy. Manquant de munitions et d'artillerie, l'armée de Lévis n'arrive toutefois pas à faire brèche dans les remparts de la ville. Lévis se replie donc à nouveau vers Montréal à la mi-mai, dès qu'il voit poindre les navires britanniques, venus ravitailler l'armée de Murray, dans le fleuve.

## Le trident
À la fin de l'été 1760, Jeffery Amherst commande les forces britanniques regroupées en trois armées totalisant de 18 à 20 000 hommes. Toutes trois convergent vers Montréal, qu'Amherst cherche à prendre en trident. Une colonne dirigée par James Murray remonte le fleuve Saint-Laurent à partir de Québec. Une autre colonne, dirigée par William Haviland, quitte Crown Point pour remonter le Richelieu, prenant le fort de l'île aux Noix, commandé par Louis-Antoine de Bougainville, au passage. Finalement, Amherst quitte Oswego sur le lac Ontario. Il s'empare du fort Lévis, commandé par Pierre Pouchot, le 25 août.  
De son côté, Lévis ne dispose plus que d'environ 2 000 hommes avec lesquels il se replie sur l'île de Montréal. L'armée française est encore affaiblie par la désertion de nombreux miliciens qui préfèrent rejoindre leurs familles. De leur côté, plusieurs alliés autochtones signent des paix séparées avec les Britanniques. 
Le 6 septembre 1760, le major général Amherst arrive à Lachine. Les trois armées britanniques se retrouvent devant Montréal dans la soirée. Le gouverneur Vaudreuil convoque, à sa résidence de la rue Saint-Paul, un conseil de guerre dans la nuit du 6 au 7 septembre. Face à la situation jugée critique, les officiers présents décident qu'il vaut mieux capituler. 
Les négociations débutent le 7 septembre. Bougainville, assisté de Dominique-Nicolas de Laas, propose au général Amherst une « suspension d'armes pour un mois ». Ce dernier refuse et ne laisse que 6 heures — c'est-à-dire jusqu'à midi — à l'armée française pour capituler. Bougainville remet le texte de capitulation à Amherst vers 10 heures, que ce dernier minute en marge. 

## Vaudreuil capitule

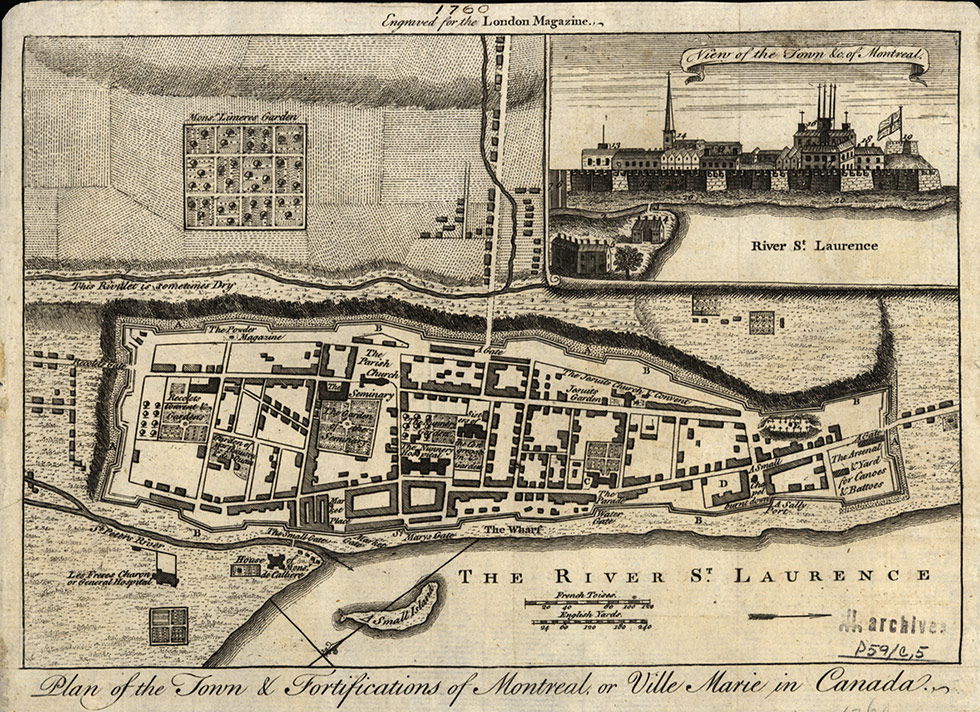
Montréal en 1760. Ce plan est paru dans le London Magazine.

### Les honneurs de la guerre refusés
Amherst accorde presque tout, sauf les honneurs de la guerre à l'armée française que Vaudreuil avait demandés. Cela signifie dans les faits que les huit bataillons des troupes de Terre et les deux de la Marine ne pourront plus servir d'ici la fin du conflit, y compris en Europe. Amherst demeure intraitable sur ce point.  
Face à cette position inacceptable pour lui, François Gaston de Lévis demande à Vaudreuil de rompre les négociations. Il tente aussi d'obtenir la permission de se retirer à l'île Sainte-Hélène avec ses bataillons pour y livrer un ultime combat afin de « soutenir en notre nom l'honneur des armes du roi ». Étant donné la faiblesse des fortifications de Montréal, Vaudreuil ne veut pas exposer inutilement la population civile face à d'éventuelles représailles des troupes d'Amherst. Il demande donc à Lévis de déposer les armes.  

### Le libre exercice de la religion et la conservation de la propriété des biens

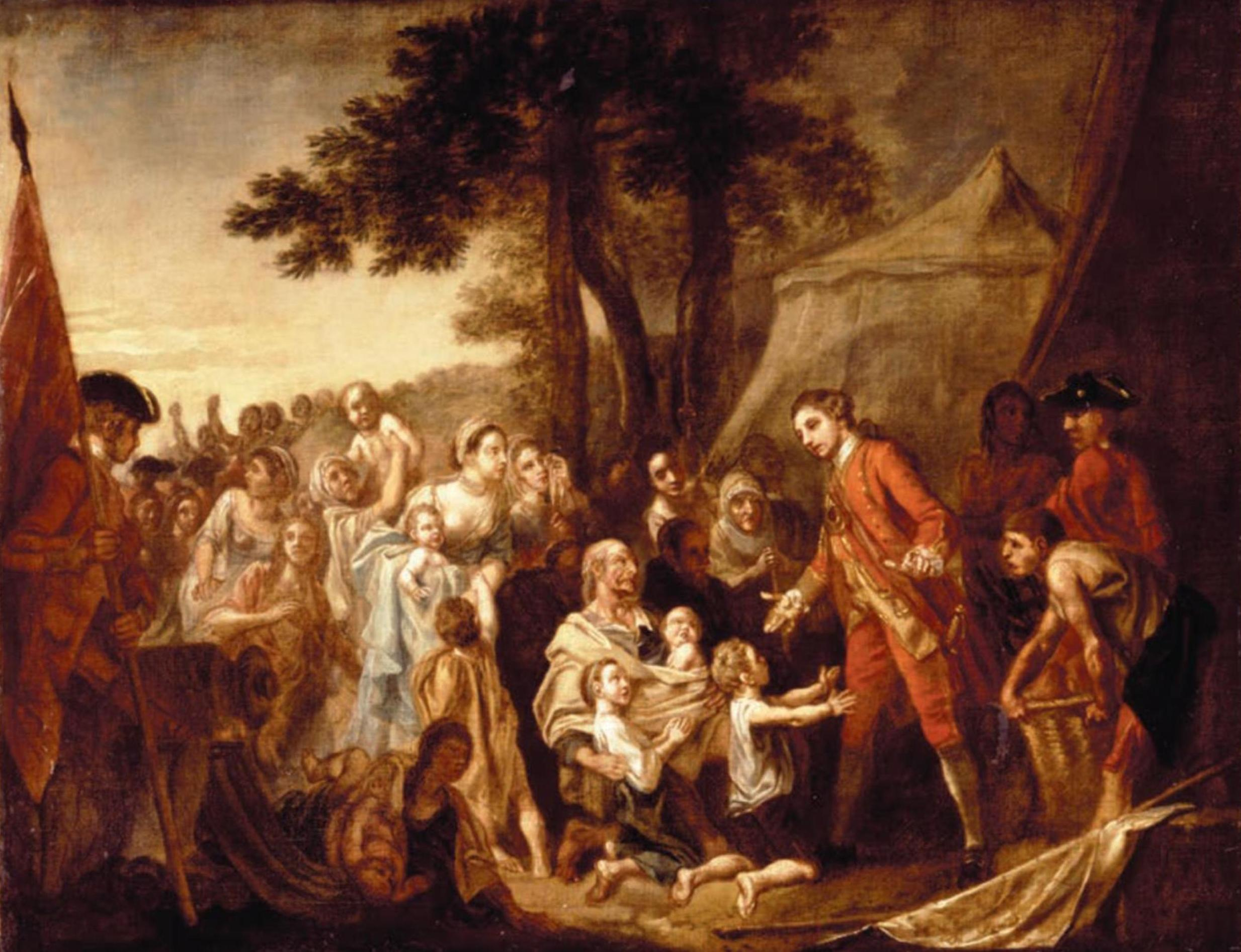
Jeffery Amherst tel que représenté par Francis Hayman dans The Surrender of Montreal to General Amherst, 1760.

La reddition générale du Canada est signée au matin du 8 septembre 1760. L'historien Laurent Veyssière précise que la capitulation d'une colonie est chose assez rare à l'époque, étant habituellement réservée à des villes ou à des places fortes au terme d'un siège.
Le texte paraphé par Vaudreuil est remis aux Britanniques, puis le gouverneur reçoit un duplicata paraphé par Amherst. L'acte de capitulation compte 55 articles. Il prévoit l'administration de la colonie jusqu'à la conclusion de la paix et lui donne un cadre juridique temporaire pendant le régime militaire. 
Les articles 27 à 35 accordent le libre exercice de la religion catholique aux Canadiens et l'article 32 maintient les communautés féminines. Amherst refuse toutefois la nomination d'un nouvel évêque (Mgr de Pontbriand étant décédé quelques mois plus tôt) et de reconnaître le maintien des Jésuites, des Récollets et des prêtres de Saint-Sulpice à Montréal (articles 30 et 33).
L'article 37 assure la propriété des biens meubles et immeubles aux Canadiens, l'article 39, qu'ils ne pourront être transmigrés, l'article 42 maintient « la coutume de Paris, et les lois et usages établis pour ce pays » et l'article 46 assure la liberté de commerce. Concernant les Acadiens (articles 38, 39 et 55), Amherst rappelle qu'ils sont déjà sujets britanniques depuis la cession de l'Acadie en 1713.
L'article 40 prévoit que les alliés autochtones « seront maintenus dans les terres qu'ils habitent s'ils veulent y rester ». Les 15 et 16 septembre, cela est confirmé à la conférence de Caughnawaga (Kanawake).

## L'embarquement des troupes
Les troupes britanniques ne doivent mettre pied dans Montréal qu'après l'évacuation des troupes françaises. Lévis ordonne entre-temps aux régiments de faire brûler leurs drapeaux avant leur arrivée. Le 9 septembre, Frederick Haldimand fait son entrée dans la ville. Un détachement britannique se dirige peu après à la Place d'armes, où les bataillons français viennent à tour de rôle mettre bas les armes, sans les drapeaux. Lévis passe finalement en revue l'ensemble de ses troupes.
La capitulation prévoit le départ des troupes et du gouvernement français. Leur embarquement vers la France doit se faire dans les quinze jours suivants (article 52). Le sort des blessés est également fixé (article 8). Bougainville commence à organiser le départ général dès le 14 septembre. Les bataillons quittent Montréal pour rejoindre Québec entre le 14 et le 16 septembre. Le voyage se fait dans des conditions extrêmement difficiles. Lévis quitte Montréal le 17 septembre, suivi de Vaudreuil le 20 septembre et de l'intendant François Bigot le 21 septembre.
Le 3 octobre, les premiers navires quittent finalement Québec. Ils sont au total une vingtaine à prendre la destination de la France. Lévis et Vaudreuil quittent le 18 octobre sur des navires différents tandis que Bougainville et Bourlamaque sont les derniers à partir (26 et 30 octobre). Là encore, les conditions de voyage sont très difficiles. Ils arrivent enfin en France en décembre.

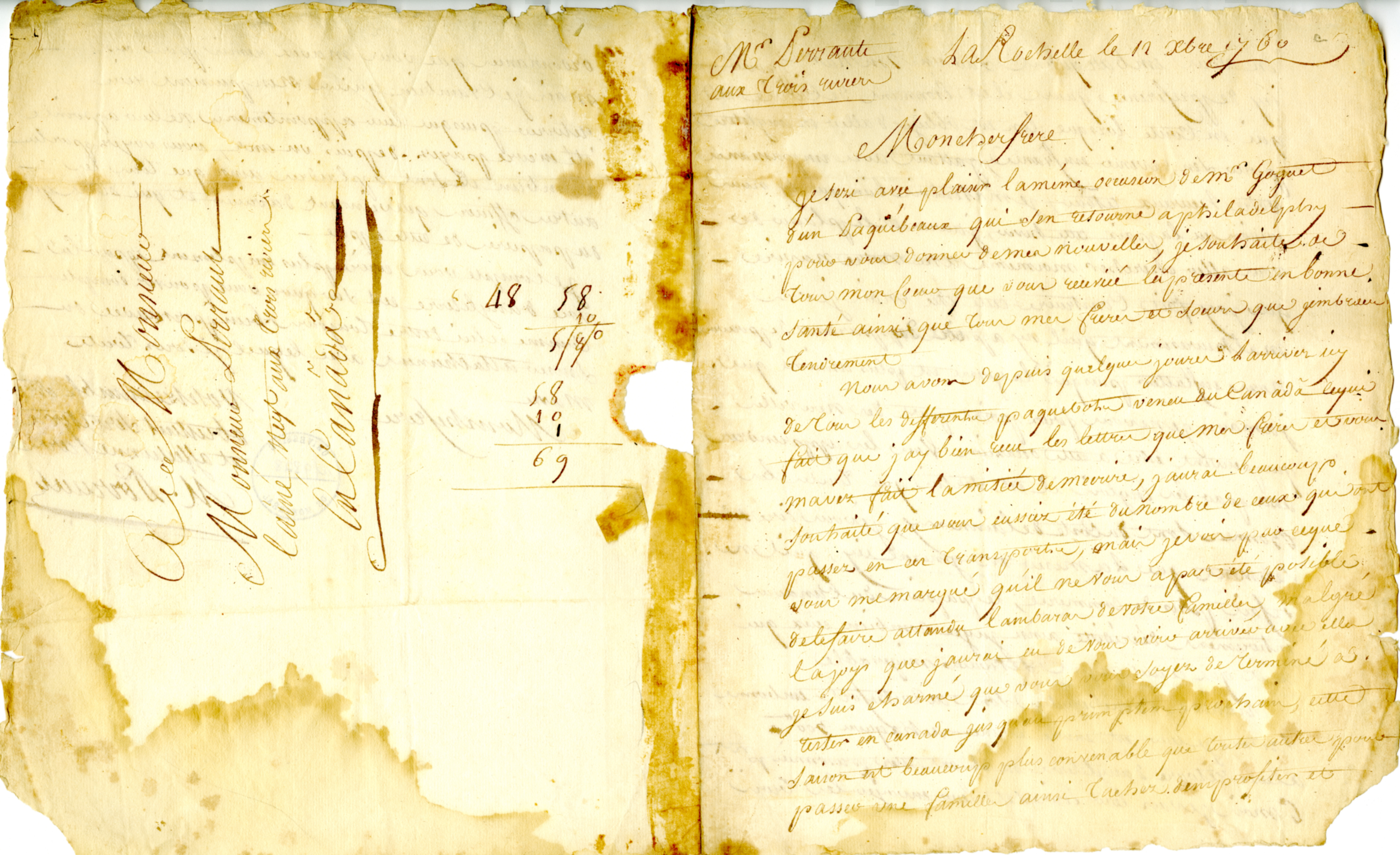
En décembre 1760, Guillaume-Michel Perrault écrit à son frère Jacques Perrault dit l'aîné pour lui faire part de l'arrivée à La Rochelle de navires provenant du Canada à la suite de la capitulation générale de la Nouvelle-France.

Robert Larin évalue à 2 600 officiers et soldats français et canadiens qui quittent alors le Canada avec 1 400 membres de leurs familles et membres de l'administration civile. Des soldats français s'étaient mariés pendant la guerre. Certains d'entre eux choisissent de rester dans la colonie. D'autres obtiennent la permission d'y rester temporairement, le temps de régler leurs affaires.
Les articles 12, 14, 15, 21, 43 à 45 concernent enfin les archives coloniales.

## Le régime militaire
Comme la capitulation le prévoit, le général Amherst procède à une organisation administrative provisoire du Canada. Il établit trois gouvernements militaires. James Murray est responsable de Québec, Thomas Gage de Montréal et Ralph Burton de Trois-Rivières.
La guerre se poursuivant en Europe, le sort de la Nouvelle-France demeure incertain pendant plus de deux ans. Le traité de Paris tranche la question le 10 février 1763 alors que la Proclamation royale, le 7 octobre de la même année, organise la nouvelle colonie britannique, désormais appelée Province of Quebec.

## Culture populaire
L'écrivaine Laure Conan fait allusion à l'épisode des drapeaux de Lévis dans La sève immortelle:
— Il paraît que Monsieur de Lévis a brisé son épée... il n’a point voulu livrer les drapeaux à l’ennemi, poursuivit le docteur.
— On a refusé les honneurs de la guerre? s'écria Jean de Tilly, bondissant d'indignation.
— Oui, et pour ne pas livrer les drapeaux, Monsieur de Lévis les a fait brûler à l'île Sainte-Hélène.
La scène où Lévis brise son épée et fait brûler les drapeaux régimentaire inspire de nombreux artistes, dont Joseph-Charles Franchère, lors du troisième concours littéraire de la Société Saint-Jean-Baptiste de Montréal en 1918.